# Clionh
Cleon d'Andran (en francès Cléon-d'Andran) és un municipi francès situat al departament de la Droma i a la regió d'Alvèrnia-Roine-Alps. L'any 2007 tenia 904 habitants.

## Demografia

### Població
El 2007 la població de fet de Cléon-d'Andran era de 904 persones. Hi havia 361 famílies de les quals 90 eren unipersonals (30 homes vivint sols i 60 dones vivint soles), 133 parelles sense fills, 116 parelles amb fills i 22 famílies monoparentals amb fills.
La població ha evolucionat segons el següent gràfic:
Habitants censats

### Habitatges
El 2007 hi havia 440 habitatges, 378 eren l'habitatge principal de la família, 27 eren segones residències i 35 estaven desocupats. 334 eren cases i 105 eren apartaments. Dels 378 habitatges principals, 240 estaven ocupats pels seus propietaris, 131 estaven llogats i ocupats pels llogaters i 6 estaven cedits a títol gratuït; 6 tenien una cambra, 26 en tenien dues, 55 en tenien tres, 123 en tenien quatre i 168 en tenien cinc o més. 275 habitatges disposaven pel capbaix d'una plaça de pàrquing. A 187 habitatges hi havia un automòbil i a 155 n'hi havia dos o més.

### Piràmide de població
La piràmide de població per edats i sexe el 2009 era:
| Homes | Edats   | Dones |
| ----- | ------- | ----- |
| 0     | 95 o +  | 0     |
| 0     | 90 a 94 | 4     |
| 8     | 85 a 89 | 4     |
| 4     | 80 a 84 | 16    |
| 12    | 75 a 79 | 28    |
| 20    | 70 a 74 | 12    |
| 12    | 65 a 69 | 40    |
| 28    | 60 a 64 | 20    |
| 36    | 55 a 59 | 12    |
| 36    | 50 a 54 | 48    |
| 20    | 45 a 49 | 16    |
| 20    | 40 a 44 | 24    |
| 28    | 35 a 39 | 36    |
| 24    | 30 a 34 | 24    |
| 20    | 25 a 29 | 12    |
| 28    | 20 a 24 | 16    |
| 16    | 15 a 19 | 28    |
| 40    | 10 a 14 | 28    |
| 28    | 5 a 9   | 20    |
| 20    | 0 a 4   | 8     |

## Economia
El 2007 la població en edat de treballar era de 572 persones, 431 eren actives i 141 eren inactives. De les 431 persones actives 381 estaven ocupades (211 homes i 170 dones) i 50 estaven aturades (18 homes i 32 dones). De les 141 persones inactives 54 estaven jubilades, 40 estaven estudiant i 47 estaven classificades com a «altres inactius».

### Ingressos
El 2009 a Cléon-d'Andran hi havia 360 unitats fiscals que integraven 883 persones, la mediana anual d'ingressos fiscals per persona era de 16.426 €.

### Activitats econòmiques
Dels 102 establiments que hi havia el 2007, 2 eren d'empreses extractives, 4 d'empreses alimentàries, 5 d'empreses de fabricació d'altres productes industrials, 12 d'empreses de construcció, 26 d'empreses de comerç i reparació d'automòbils, 2 d'empreses de transport, 7 d'empreses d'hostatgeria i restauració, 4 d'empreses financeres, 5 d'empreses immobiliàries, 10 d'empreses de serveis, 18 d'entitats de l'administració pública i 7 d'empreses classificades com a «altres activitats de serveis».
Dels 30 establiments de servei als particulars que hi havia el 2009, 1 era una oficina de correu, 2 oficines bancàries, 4 tallers de reparació d'automòbils i de material agrícola, 2 tallers d'inspecció tècnica de vehicles, 1 autoescola, 3 paletes, 1 guixaire pintor, 1 fusteria, 2 lampisteries, 1 electricista, 2 perruqueries, 6 restaurants, 2 agències immobiliàries i 2 salons de bellesa.
Dels 12 establiments comercials que hi havia el 2009, 1 era una botiga de més de 120 m², 1 una botiga de menys de 120 m², 2 fleques, 1 una carnisseria, 1 una llibreria, 2 botigues de roba, 1 una botiga d'equipament de la llar, 1 un drogueria, 1 una perfumeria i 1 una floristeria.
L'any 2000 a Cléon-d'Andran hi havia 20 explotacions agrícoles que ocupaven un total de 1.050 hectàrees.

## Equipaments sanitaris i escolars
L'únic equipament sanitari que hi havia el 2009 era una farmàcia.
El 2009 hi havia una escola elemental. Cléon-d'Andran disposava d'un col·legi d'educació secundària amb 527 alumnes.

## Poblacions més properes
El següent diagrama mostra les poblacions més properes.